# Don't Say a Word
Don't Say a Word je čtvrtý extended play finské power metalové kapely Sonata Arctica vydaný 30. srpna 2004.

Coververze písně "Don't Say a Word" se objevila na EP Fire & Ashes od německé metalové kapely Xandria.

## Seznam skladeb
1. Don't Say a Word
2. Ain't Your Fairytale
3. World in My Eyes (Depeche Mode cover)
4. Two Minds, One Soul (Vanishing Point cover)

## Obsazení
- Tony Kakko – zpěv
- Jani Liimatainen – kytara
- Henrik Klingenberg – klávesy, hammondovy varhany
- Marko Paasikoski – baskytara
- Tommy Portimo – bicí